# PROJECT SCARD
PROJECT SCARD是由日本公司Frontier Works發起的跨媒體計劃。有廣播劇、角色單曲、聲優主持的網路電台和由GoHands製作的電視動畫《Praeter之傷》（プレイタの傷），從2021年1月8日起播映，共13集。

## 登場人物
嵐柴衞司（聲：高坂篤志）
衛斯是千真的哥哥
嵐柴千真（聲：千葉翔也）
茶木縞鑑（聲：榎木淳弥）
烏末尋（聲：野上翔）
虎尊伊月（聲：畠中祐）
甲斐大和（聲：朗斯貝里·亞瑟）
甲斐奏（聲：山谷祥生）
由岐梢（聲：釘宮理惠）

## 電視動畫
2020年9月6日，PROJECT SCARD宣佈推出電視動畫《Praeter之傷》（プレイタの傷），由GoHands製作，於2021年1月於MBS、TBS、BS-TBS「Animeism」深夜動畫時段播映。動畫內容接續廣播劇CD的故事。

### 各集列表
| 集數 | 原文標題 | 中文標題           | 分鏡     | 演出               | 作畫監督                                                       | 首播日期 （2021年） |
| ---- | -------- | ------------------ | -------- | ------------------ | -------------------------------------------------------------- | ------------------- |
| 1    |          | 這個地方有英雄存在 | 横峯克昌 | 横峯克昌           | 安達翔平、植木理奈、内田孝行、古田誠、關谷夏實、谷圭司、藤坂真衣 | 1月8日              |
| 2    |          | 克爾柏洛斯         | 横峯克昌 | 立花昌之           | 安達翔平、植木理奈、關谷夏實、圭司、藤坂真衣、古田誠           | 1月15日             |
| 3    |          | 阿提米絲的雙翼     | 金澤洪充 | 立花昌之           | 安達翔平、植木理奈、關谷夏實、圭司、藤坂真衣、古田誠           | 1月22日             |
| 4    |          | 公安特務           | 金澤洪充 | 金澤洪充、山岸徹一 | 後藤玲奈、圭司、古田誠、                                       | 1月29日             |
| 5    |          | 吾等以雙翼為誓     | 島津裕行 | 金澤洪充、山岸徹一 | 後藤玲奈、圭司、古田誠、                                       | 2月5日              |
| 6    |          | 有力量的正義       | 金澤洪充 | 立花昌之           | 植木理奈、内田孝行、關谷夏實、圭司、藤坂真衣、古田誠、室井大地 | 2月12日             |
| 7    |          | Dusk現身           | 島津裕行 | 立花昌之           | 植木理奈、内田孝行、關谷夏實、圭司、藤坂真衣、古田誠、室井大地 | 2月19日             |
| 8    |          | 拂曉               | 横峯克昌 | 横峯克昌           | 内田孝行、後藤玲奈、圭司、古田誠、                             | 2月26日             |
| 9    |          | 魔狼的爪痕         | 金澤洪充 | 横峯克昌           | 内田孝行、後藤玲奈、圭司、古田誠、                             | 3月5日              |
| 10   |          | 月亮與太陽         | 金澤洪充 | 山岸徹一           | 内田孝行、關谷夏實、圭司、古田誠、室井大地                     | 3月12日             |
| 11   |          | 芬里爾             | 島津裕行 | 山岸徹一           | 内田孝行、關谷夏實、圭司、古田誠、室井大地                     | 3月19日             |
| 12   |          | 封鎖曉             | 横峯克昌 | 立花昌之           | 安達翔平、内田孝行、後藤玲奈、圭司、古田誠、                   | 3月26日             |
| 13   |          | 曉的英雄           | 金澤洪充 | 立花昌之           | 安達翔平、内田孝行、後藤玲奈、圭司、古田誠、                   | 4月2日              |

## 外部連結
- 官方網站 （页面存档备份，存于）（日語）
- PROJECT SCARD的X（前Twitter）（日語）